# Kazuya Koyanagi
Kazuya Koyanagi (jap. 小栁和也 Koyanagi Kazuya; ur. 2 lutego 1996) – japoński zapaśnik walczący w stylu wolnym. 
Zajął siódme miejsce na mistrzostwach świata w 2018. Wicemistrz Azji w 2018. Brązowy medalista halowych igrzysk azjatyckich w 2017. Trzeci w Pucharze Świata w 2018. Mistrz świata kadetów w 2013 roku.